# تجارب الاقتراب والهبوط
تجارب الاقتراب والهبوط (بالإنجليزية: Approach and Landing Tests)‏ وتعرف اختصاراً باسم ALT، سلسلة من تجارب اختبار خصائص الطيران من خلال المكوك في الجو، قامت بها ناسا بين شهري فبراير حتى أكتوبر سنة 1977، تمهيداً للقيام برحلات منتظمة للمدار، سلسلة التجارب تمت من خلال مكوك الفضاء إنتربرايس، بعد ربط المكوك بطائرة حاملة للمكوك ومن ثم فصل المكوك عن الطائرة وتجربة هبوطه عبر الطيران الذاتي، تضمنت التجارب كذلك تدريب الطيارين على الهبوط وإجراء تجارب حول النظم الخاصة بأجهزة المكوك، تم كشف النقاب عن هذا المشروع سنة 1976 في عهد الرئيس الأمريكي فورد، تمت هذه التجارب في مركز أبحاث درايدن للطيران التابع لناسا في قاعدة إدواردز الجوية.

## سلسلة التجارب

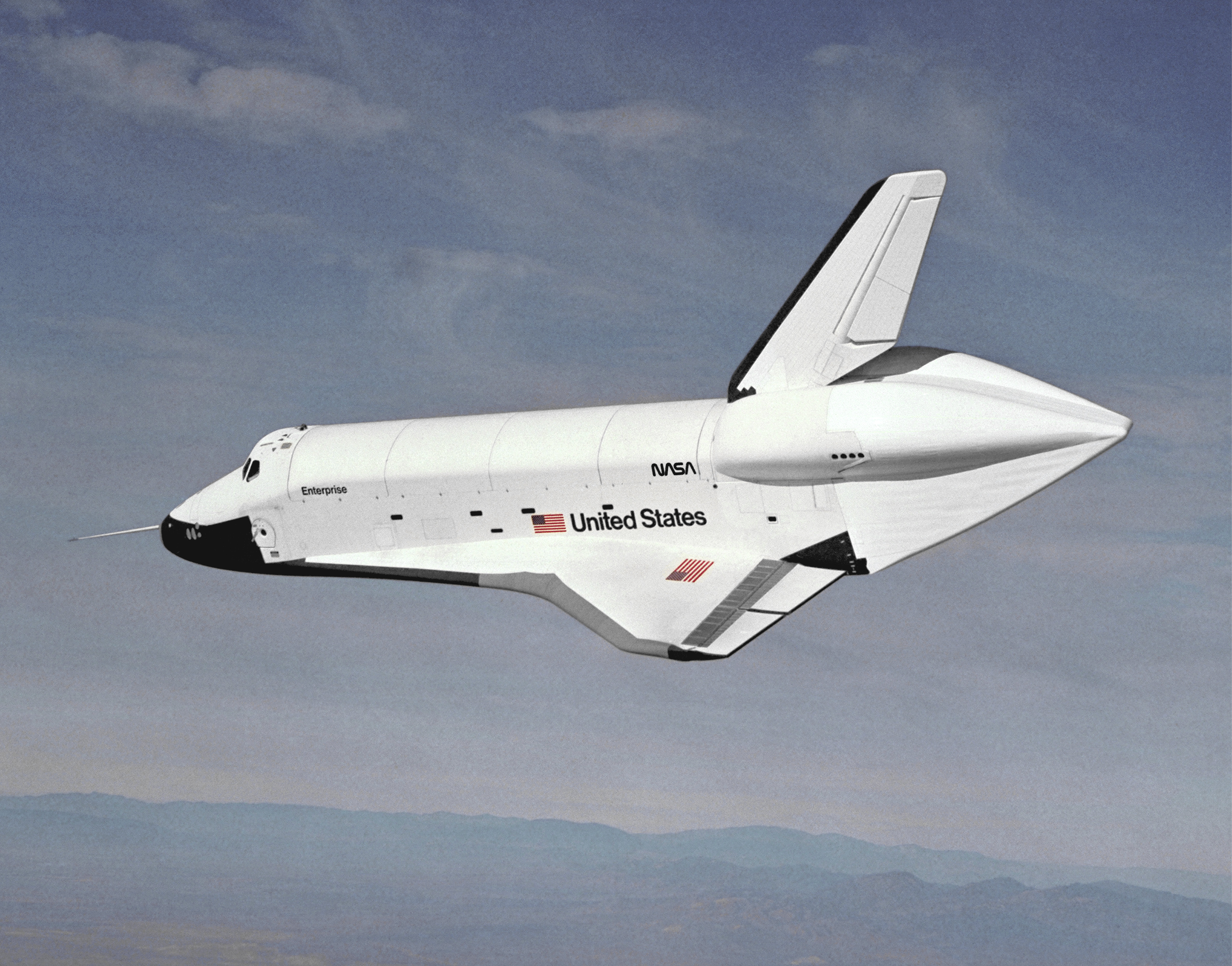
يطير النموذج الأولي للمكوك الفضائي "إنتربرايز" بعد إطلاقه من الطائرة الحاملة للمكوك 747 التابعة لناسا

تم إجراء 16 تجربة متنوعة على متن المكوك إنتربرايس، كان نصفها بدون طاقم، من خلال طائرة حاملة للمكوك من طراز بوينغ 747 حملت المكوك للجو، عدد التجارب عبر الطيران الذاتي بعد انفصال المكوك عن الطائرة وتجربة التحليق والهبوط بلغ عددها خمسة تجارب.

## الطاقم
طاقمين من رواد الفضاء قاموا بسلسلة التجارب ضم كل طاقم إثنين من الرواد.

### الطاقم الأول
- فريد هايس قائد.
- جيم غوردون فولرتون طيار

### الطاقم الثاني
- جو انجل قائد
- ريتشارد هاريسون ترولي طيار

## معرض الفيديو
- لحظة الاقلاع
- لحظة الطيران الذاتي والانفصال عن الطائرة الحاملة للمكوك
- الهبوط الذاتي للمكوك